# Dobrić (Federacja Bośni i Hercegowiny)
Dobrić – wieś w Bośni i Hercegowinie, w Federacji Bośni i Hercegowiny, w kantonie zachodniohercegowińskim, w mieście Široki Brijeg. W 2013 roku liczyła 630 mieszkańców, z czego większość stanowili Chorwaci.